# 油断!
『油断!』（ゆだん）は、堺屋太一が1975年に発表した小説。

## 概要
中東からの石油輸入が制限されるようになった時に、日本はどのような状況下に置かれるのかを書いたシミュレーション小説である。1973年に小説の第一稿は書き上げられていたが、現実世界で本物のオイルショックが発生したため、不安を助長させないために出版を見送った。石油危機が落ち着いた1975年に、第一稿に若干の修正をして日本経済新聞社から出版された。1978年に文春文庫から文庫化された。
当初、堺屋は某中央省庁出身として素性を伏せていたため、覆面作家として発表した。

## あらすじ
中東で戦争が勃発し、中東から石油の輸出が制限されるようになった。石油の殆どを輸入に頼る日本は経済システムが麻痺していき、社会混乱が加速していく。

## 登場人物
- 小宮幸治 - 通商産業省エネルギー庁石油第一課課長補佐。事務官。
- 沼川昭一 - 通商産業省エネルギー庁石油第一課課長補佐。技官。
- 寺木鉄太郎 - 通商産業省エネルギー庁石油第一課課長。
- 安永博 - 通商産業省エネルギー庁公益事業部総務課課長補佐。小宮と同期。
- 黒沢修二 - 通商産業省エネルギー庁長官。

- 木村英人 - A紙の新聞記者。小宮と東大で同級。
- 緑川光 - アラビア通いの中古タンカー「承天丸」の一等航海士。
- 久我京介 - 日本の建設技師。アラブ首長国連邦で石油開発基地の建設に従事。

- 須山源右衛門 - 新興不動産業者。
- 須山寿佐美 - 寿佐美の娘。小宮の見合い相手。

- 大河原鷹司 - 関西経営協会会長。
- 鴻森芳次郎 - 関西の商社「鴻芳」当主。寺木と高校・大学と同級。
- 雑賀正一 - 京都大学助教授。新進の経済学者。
- 鬼登沙知子 - 理学博士。

- 吉崎公造 - 公害問題に詳しい衆議院議員。

## テレビドラマ
1976年3月6日から同年3月27日まで、フジテレビ系列にて放映された。全4回。テレビマンユニオン制作。

### キャスト
- 木村英人 - 中山仁
- 小宮幸治 - 関口宏
- 鬼登沙知子 - 江波杏子
- 二谷英明
- 多岐川裕美
- 佐藤英夫
- 佐野浅夫
- 嵐寛寿郎
- 河原崎長一郎
- 水野久美
- 伊丹十三

| フジテレビ系 土曜22時台 | フジテレビ系 土曜22時台 | フジテレビ系 土曜22時台 |
| 前番組                  | 番組名                  | 次番組                  |
| ----------------------- | ----------------------- | ----------------------- |
| 新宿警察                | 油断!                   | 逢えるかも知れない      |